# 成瀬が丘
成瀬が丘（なるせがおか）は、東京都町田市の町名。現行行政地名は成瀬が丘一丁目から三丁目。郵便番号は194-0011。

## 地理
町田市の東部に位置する。
東は小川一丁目、南は小川二丁目と金森東二丁目、三丁目、西は金森東一丁目、北は南成瀬一丁目、二丁目、六丁目と接している。北の南成瀬 とはちょうどJR横浜線を境にしている。
「丘」と名称に含まれているように、北や東の南成瀬や小川の一部と比べるとやや高台になっている。

### 地価
住宅地の地価は、2014年（平成26年）1月1日の公示地価によれば、成瀬が丘2丁目17番14の地点で22万9000円/m2となっている。

## 沿革
- 1986年（昭和61年）10月10日 - 成瀬、小川、金森のそれぞれ一部より、成瀬が丘一〜三丁目を新設。
- 2012年（平成24年）10月8日 - 高ヶ坂の一部を成瀬が丘三丁目に編入。

## 世帯数と人口
2018年（平成30年）1月1日現在の世帯数と人口は以下の通りである。
| 丁目           | 世帯数    | 人口    |
| -------------- | --------- | ------- |
| 成瀬が丘一丁目 | 603世帯   | 1,259人 |
| 成瀬が丘二丁目 | 689世帯   | 1,216人 |
| 成瀬が丘三丁目 | 981世帯   | 2,116人 |
| 計             | 2,273世帯 | 4,591人 |

## 小・中学校の学区
市立小・中学校に通う場合、学区は以下の通りとなる。
| 丁目           | 番地 | 小学校               | 中学校               |
| -------------- | --- | -------------------- | -------------------- |
| 成瀬が丘一丁目 | 全域 | 町田市立小川小学校   | 町田市立南成瀬中学校 |
| 成瀬が丘二丁目 | 全域 | 町田市立南第四小学校 | 町田市立南成瀬中学校 |
| 成瀬が丘三丁目 | 1～1104番地、1106～1108番地 1110～1725番地、1726番地1～10 1726番地19～25、1727番地1～6 1727番地14～21、 1728～1729番地 1730番地1～5、1730番地9～10 1730番地20～22、 1731～1733番地 1734番地2～4、1741～1745番地 | 町田市立南第四小学校 | 町田市立南成瀬中学校 |
| 成瀬が丘三丁目 | 1105番地、1109番地、1726番地14～17 1727番地7～13、1730番地7～8・11～19 1734番地1・6～16、1735～1740番地 | 町田市立南第四小学校 | 町田市立南中学校     |

## 交通

### 鉄道
- 東日本旅客鉄道（JR東日本）

横浜線 ： 成瀬駅

### バス
- 神奈中タクシー
  - 町田市金森地区コミュニティバス

### 道路
- やなぎ通り

## 施設
商業
- ビッグヨーサン成瀬店
- 生活クラブデポー町田
- くすりセイジョー成瀬南口店
- セントラルウェルネスクラブ成瀬

金融機関
- 横浜信用金庫成瀬支店